# تشاد ليتس
تشاد ليتس (بالإنجليزية: Chad Letts)‏ هو لاعب كرة قدم جامايكي في مركز الهجوم، ولد في 20 ديسمبر 2000 في أتلانتا في الولايات المتحدة. لعب مع فيلادلفيا يونيون.